# Zebrias japonica
Zebrias japonica és un peix teleosti de la família dels soleids i de l'ordre dels pleuronectiformes que es troba a les costes de Corea, Xina i Japó. No obstant això, també se l'ha vist a Micronèsia, concretament, a les illes Chesterfield. Aquest peix pot arribar a fer fins 1'5 m. de llargada i sol estar prop del fons marí, en àmbits sorrencs entre 15 i 127 m. de profunditat.